# 권수진
권수진(1995년 12월 28일 ~ )은 대한민국의 영화 감독이다.